# Obcokrajowcy w Polskiej Lidze Futbolu Amerykańskiego
Lista zagranicznych zawodników oraz trenerów w Polskiej Lidze Futbolu Amerykańskiego

## Angels Toruń
- Bill Moore ( Stany Zjednoczone) 2014-
- Maxwell Germain ( Stany Zjednoczone/ Polska) 2012-2014
- Malcolm Garrett ( Wielka Brytania/ Polska) 2012-
- Mathieu Cadoux ( Francja) 2012

## Bielawa Owls
- Benjamin Jones ( Stany Zjednoczone) 2011
- Jordan Stutzman ( Stany Zjednoczone) 2011
- Desmond Jordan ( Stany Zjednoczone) 2010
- D'Andre Faison ( Stany Zjednoczone) 2010

## Crusaders Warszawa
- Mark Garza ( Stany Zjednoczone)/ Niemcy) 2014-2015
- Sascha Gaveau ( Niemcy) 2015
- Miguel Oquendo ( Stany Zjednoczone/ Hiszpania) 2013-2014

## The Crew Wrocław
drużyna nie istnieje, zmieniła się w Giants Wrocław
- Mark Philmore ( Stany Zjednoczone) 2010-2011
- Demetrius Eaton ( Stany Zjednoczone) 2011

## Devils Wrocław
drużyna nie istnieje, połączyła się z Giants Wrocław tworząc Panthers Wrocław
- Cliff Perryman ( Stany Zjednoczone) 2013
- Richard Wade ( Stany Zjednoczone) 2013
- Skip Poole ( Stany Zjednoczone) 2012
- Kim Thompson ( Stany Zjednoczone) 2012[1]
- Christopher Adams ( Stany Zjednoczone) 2012[2]
- Leyton Jones ( Stany Zjednoczone) 2012
- Niles Mittasch ( Stany Zjednoczone) 2012[3]
- Vinnie Miroth ( Stany Zjednoczone) 2012[4]
- Darrius Jones ( Stany Zjednoczone) 2012
- Kendral Ellison ( Stany Zjednoczone) 2012
- Mark Philmore ( Stany Zjednoczone) 2012
- Mott Gaymon ( Stany Zjednoczone) 2010-2011
- Michael Messer ( Stany Zjednoczone) 2011

## Giants Wrocław
drużyna nie istnieje, połączyła się z Devils Wrocław tworząc Panthers Wrocław
- Deante Battle ( Stany Zjednoczone) 2013
- Mott Gaymon ( Stany Zjednoczone) 2012-2013
- Jamal Schulters ( Stany Zjednoczone) 2013
- Stan Bedwell ( Stany Zjednoczone) 2012
- Rocky Ciasulli ( Stany Zjednoczone/ Włochy) 2012

## Husaria Szczecin
- Olaf Werner ( Niemcy)
- Jordon Rooney ( Stany Zjednoczone) 2014
- Mario Brown ( Stany Zjednoczone) 2015[5]
- Dylann Rauch ( Stany Zjednoczone) 2015
- James Williams ( Stany Zjednoczone) 2015

## Kozły Poznań
- Emilio Dangote ( Stany Zjednoczone) 2014-
- Demetrius Eaton ( Stany Zjednoczone) 2012, 2015
- Jeremy Dixon  Stany Zjednoczone 2015
- Isiah Cruz  Stany Zjednoczone 2015
- James Brooks ( Stany Zjednoczone) 2014
- Taylor Latham ( Stany Zjednoczone) 2014
- Boshe Watkins ( Stany Zjednoczone) 2014
- Jeffrey Legree ( Stany Zjednoczone) 2013
- Mark Philmore ( Stany Zjednoczone)
- Deante Battle ( Stany Zjednoczone)
- John Edwards ( Stany Zjednoczone)

## Kraków Tigers
drużyna nie istnieje, połączyła się z Kraków Knights tworząc Kraków Kings
- Thad Gaebelein ( Stany Zjednoczone)
- Stephen Edworthy ( Stany Zjednoczone)

## Kraków Knights
drużyna nie istnieje, połączyła się z Kraków Tigers tworząc Kraków Kings
- Eugen Taso ( Stany Zjednoczone)
- Yeray Negrin ( Hiszpania)

## Królewscy Warszawa
drużyna nie istnieje, połączyła się z Warsaw Spartans tworząc Warsaw Sharks
- Michael Thompson ( Stany Zjednoczone) 2013

## Lowlanders Białystok
- Maxwell Germain ( Stany Zjednoczone/ Polska) 2015
- Matthew Grycuk ( Stany Zjednoczone/ Polska) 2015
- Jabari Harris ( Stany Zjednoczone) 2015
- Alex Allen ( Stany Zjednoczone) 2015
- Jose Cruz ( Stany Zjednoczone) 2015
- Jabari Deonate Harris ( Stany Zjednoczone) 2015
- Robert Borcky ( Stany Zjednoczone) 2014
- Michael Campana ( Stany Zjednoczone) 2014
- Kiryl Piatrovich ( Białoruś)
- Żora Dunchyk ( Białoruś)
- Vladimir Adamovich ( Białoruś)
- Sergei Trofimov ( Białoruś)
- Vadim Sikorski ( Białoruś)

## Mustangs Płock
- Spencer Wood ( Stany Zjednoczone) 2014
- Zachary Hoffman ( Stany Zjednoczone) 2012

## Panthers Wrocław
- Kyle Israel ( Stany Zjednoczone) 2015
- Marcus Sims ( Stany Zjednoczone) 2015
- Josh Hartigan ( Stany Zjednoczone) 2015
- Deante Battle ( Stany Zjednoczone) 2014-2015
- Demetrius Eaton ( Stany Zjednoczone) 2014
- Mott Gaymon ( Stany Zjednoczone) 2014
- Ozan Ozcan ( Turcja) 2014
- Jamal Schulters ( Stany Zjednoczone) 2014

## Pretorians Skoczów
- Jindra Štrobl ( Czechy) 2012-

## Ravens Rzeszów
- Ralph Mcgaw  Stany Zjednoczone

## Sabercats Sopot
drużyna nie istnieje, połączyła się z rezerwami Seahawks Gdynia tworząc Seahawks Sopot
- Luke Zetazate  Kanada
- CK Bachoo  Stany Zjednoczone
- Lonnie Hursey ( Stany Zjednoczone) 2013

## AZS Silesia Rebels
- James Dobson ( Stany Zjednoczone) 2012
- Miroslav Miklošovič ( Słowacja)
- Vittek Lukáš ( Słowacja)
- Juraj Levicky ( Słowacja)

## Tychy Falcons
- Jan Turon ( Czechy) 2014
- Jan Waclawiec ( Czechy) 2014
- Miroslav Walec ( Czechy) 2014

## Seahawks Gdynia
- Micah Brown ( Stany Zjednoczone) 2015
- Angelo Pease ( Stany Zjednoczone) 2015
- Tim McGee ( Stany Zjednoczone) 2015
- Lamonte Gaddis ( Stany Zjednoczone) 2015
- Lance Kriesien ( Stany Zjednoczone) 2014
- Charles McCrea ( Stany Zjednoczone) 2014
- Tunde Ogun ( Stany Zjednoczone/ Nigeria) 2014
- Peter Plesa ( Kanada/ Chorwacja) 2011-2014
- Ferni Garza ( Stany Zjednoczone) 2013
- Jeremy Dixon ( Stany Zjednoczone) 2013
- Terrence Thomas ( Stany Zjednoczone) 2013
- Andre Whyte ( Stany Zjednoczone) 2013
- Jeff George ( Stany Zjednoczone) 2012
- Ryan Bass ( Stany Zjednoczone) 2012
- Josh LeDuc ( Stany Zjednoczone)
- Kyle McMahon ( Stany Zjednoczone) 2012
- Jeff George ( Stany Zjednoczone) 2011
- Luke Zetazate ( Stany Zjednoczone) 2011
- Cornelius Lambert ( Stany Zjednoczone) 2010

## Seahawks Sopot
- Peter Plesa ( Kanada/ Chorwacja) 2015
- Luke Zetazate ( Kanada) 2014-
- CK Bachoo ( Stany Zjednoczone) 2014-
- Denis Roshka ( Rosja) 2014-
- Samir El-nkaeib ( Kuwejt/ Polska) 2014-
- Yaroslav Smirnov ( Ukraina) 2014
- Michael Tirrell Jr ( Stany Zjednoczone) 2014
- Jeremy Dixon ( Stany Zjednoczone) 2014
- Isiah Cruz ( Stany Zjednoczone) 2014

## Tytani Lublin
- Nathan Lee ( Japonia) 2014
- Steven Barone ( Stany Zjednoczone) 2013-
- Randy Hacker ( Stany Zjednoczone)
- Delaine Swenson ( Stany Zjednoczone)
- Maksym Zhuk  Ukraina

## Warsaw Eagles
- Charles McCrea ( Stany Zjednoczone) 2015
- Kevin Vye ( Stany Zjednoczone) 2015
- Gerald Gooden ( Stany Zjednoczone) 2015
- Andre Whyte ( Stany Zjednoczone) 2014-205
- Clarence Anderson ( Stany Zjednoczone) 2013-2014
- James Boyle ( Stany Zjednoczone) 2014
- Caleb Singleton ( Stany Zjednoczone) 2013-2014
- Blake Wayne ( Stany Zjednoczone) 2014
- Paweł Karpesh ( Białoruś / Polska) 2012-
- Jeremy Dixon ( Stany Zjednoczone) 2012[6]
- Brett Peddicord ( Stany Zjednoczone) 2012
- Tim Cummins ( Stany Zjednoczone) 2012
- Tyrone Landrum ( Stany Zjednoczone)2010
- Matt Wichlinski ( Stany Zjednoczone)
- Ryan Lockard ( Stany Zjednoczone)
- Kevin Lynch ( Stany Zjednoczone)
- Timothy Patrick Cummins ( Stany Zjednoczone)
- Francisco Lopez ( Meksyk)

## Warsaw Sharks
- Antonio Roane ( Stany Zjednoczone) 2014-2015
- Russell Carter ( Stany Zjednoczone) 2015

## Warsaw Spartans
drużyna nie istnieje, połączyła się z Królewscy Warszawa tworząc Warsaw Sharks
- J Lund ( Stany Zjednoczone)
- James Dargan ( Irlandia) 2007-

## Wikingowie Gdańsk
- Michael Tirrell Jr  Stany Zjednoczone 2015

## Zagłębie Steelers
- Jason Blasko ( Kanada) 2014
- Lonnie Hursey ( Stany Zjednoczone) 2014
- Jeffery Thompson ( Stany Zjednoczone) 2014
- Ondra Chvojka ( Czechy)

## Warsaw Werewolves
- Steve Johnson  Stany Zjednoczone
- Stavovojs Pavels  Łotwa
- Brikt Julian Sagbakken  Norwegia
- Michael Thompson ( Stany Zjednoczone) 2012

## Warsaw Sharks
- Antonio Roane ( Stany Zjednoczone) 2014
- Michael Thompson ( Stany Zjednoczone) 2014